# اختاچی
اختاچی، روستایی از توابع بخش مرکزی شهرستان بهار در استان همدان ایران است.

## جمعیت
این روستا در دهستان آبرومند قرار دارد و براساس سرشماری مرکز آمار ایران در سال ۱۳۹۵، جمعیت آن ۴۸۴ نفر (۱۴۱خانوار) بوده است.

## نگارخانه

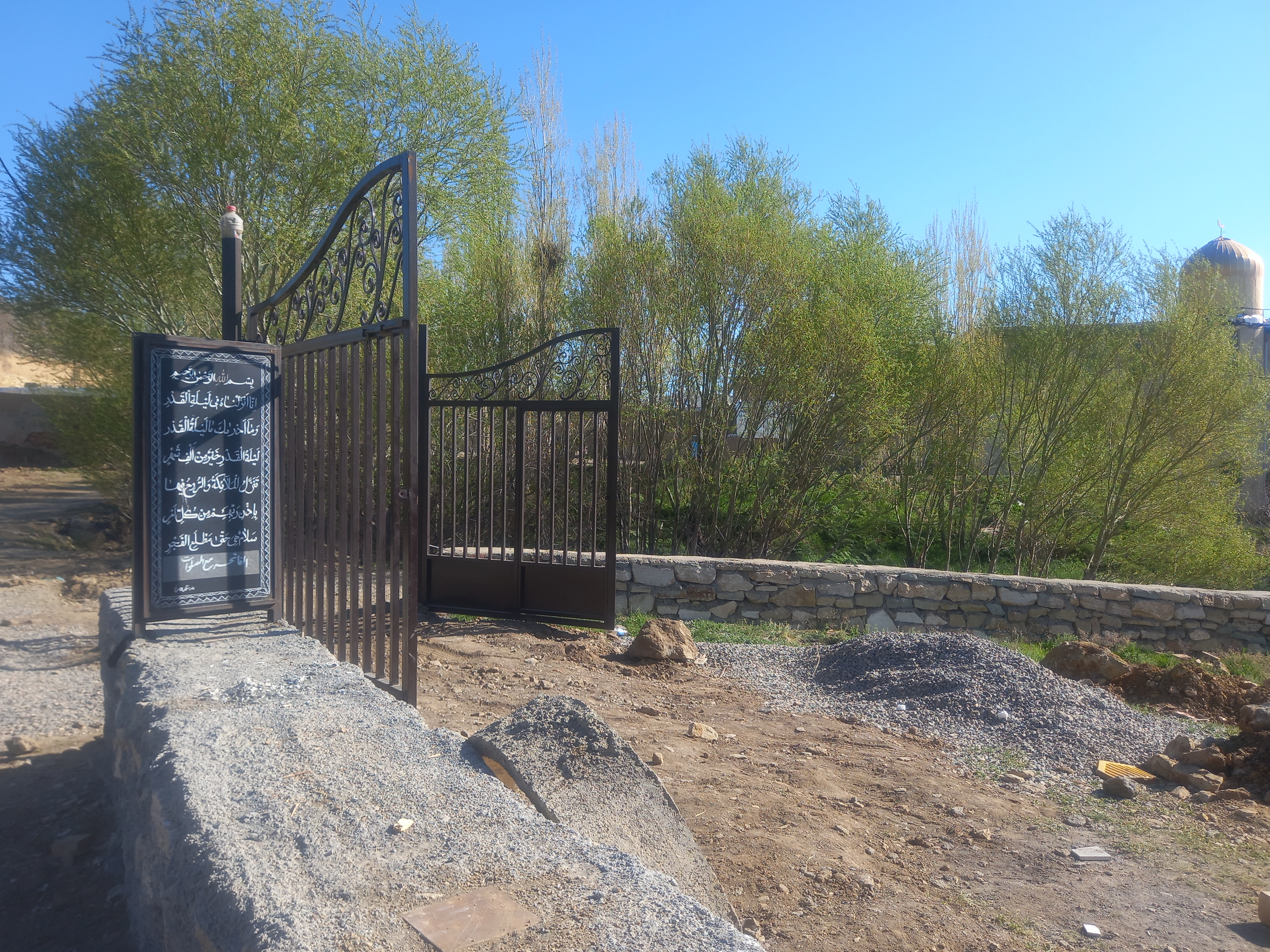
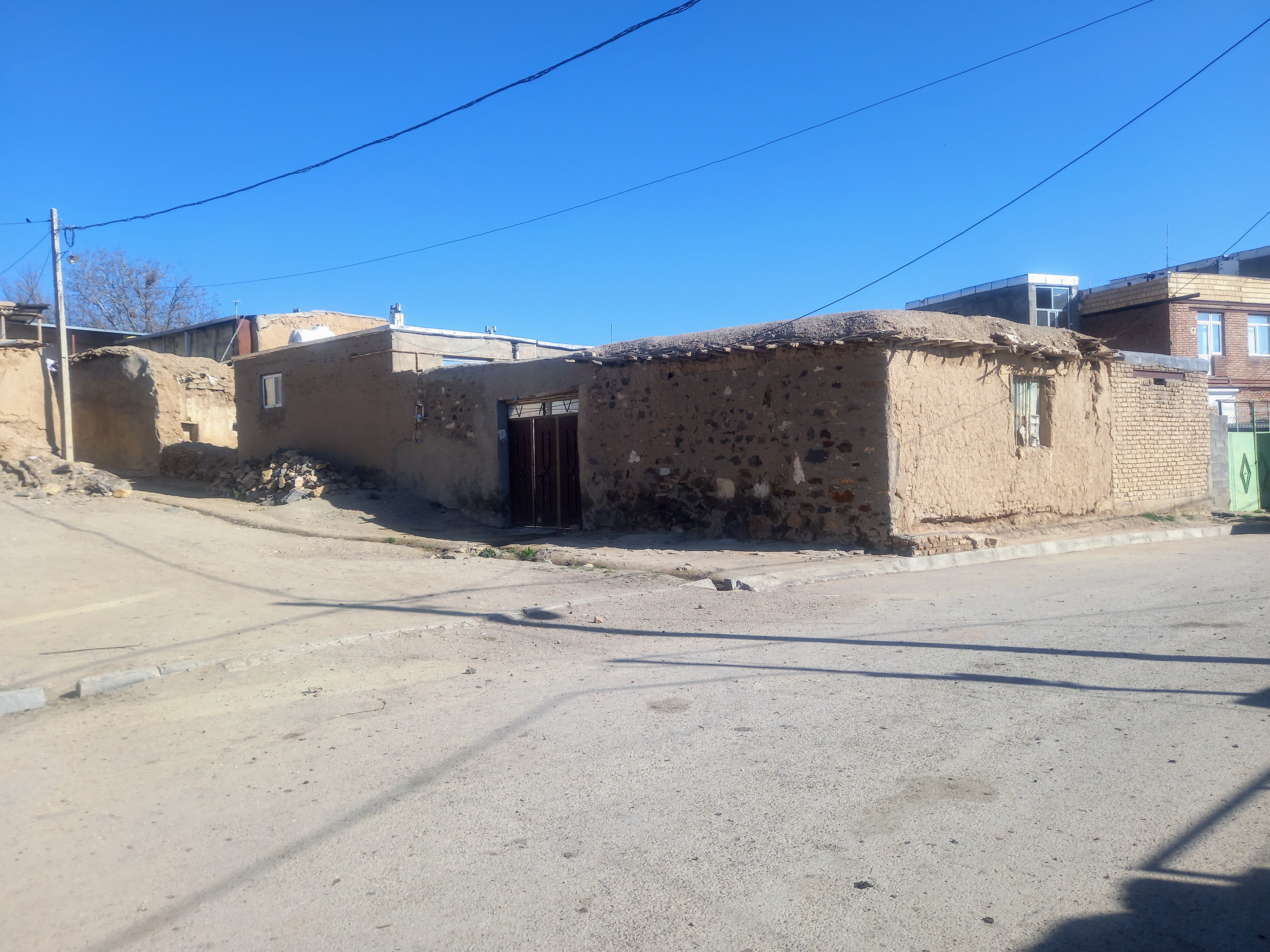
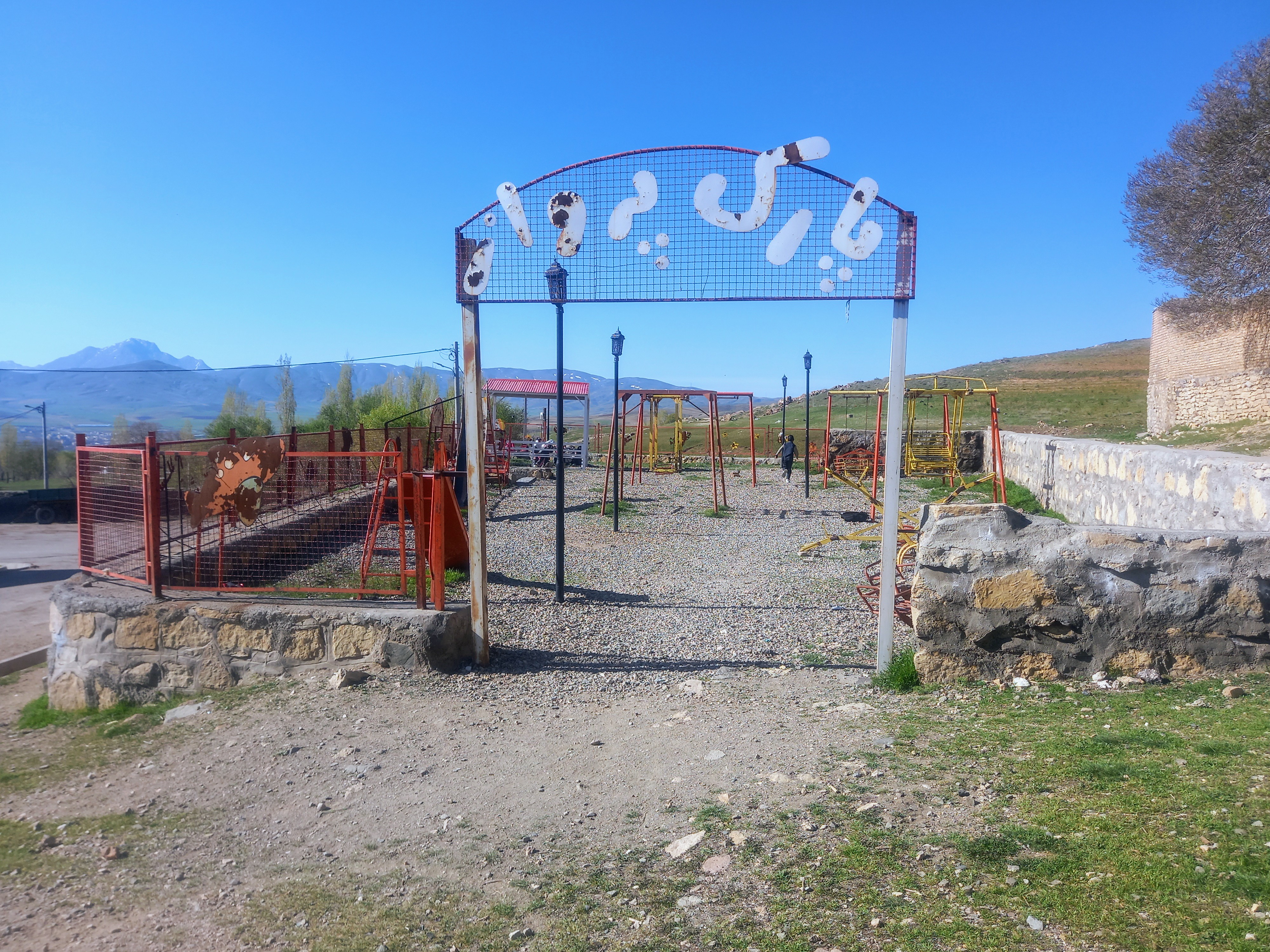
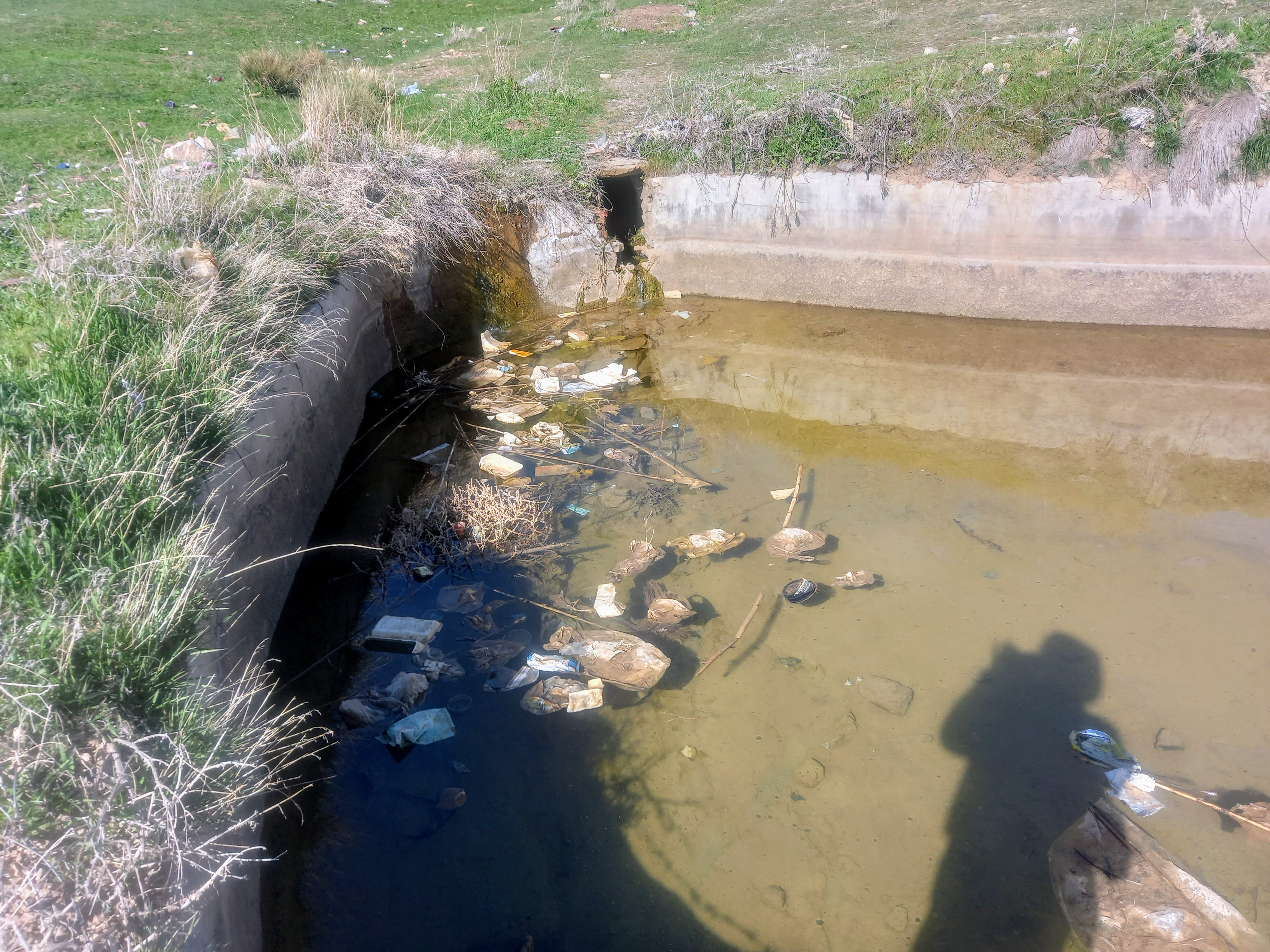